# Bid McPhee
John Alexander McPhee (Massena, Nueva York, 1 de noviembre de 1859-San Diego, California, 3 de enero de 1943), más conocido como Bid McPhee, fue un jugador profesional estadounidense de béisbol que se desempeñó en la posición de segunda base en las Grandes Ligas de Béisbol (MLB). Es miembro del Salón de la Fama del Béisbol.

## Carrera
McPhee jugó como profesional 18 temporadas en Cincinnati Reds (1882-1899), equipo en el que se retiró.

## Reconocimiento
En 2000, ingresó como miembro al Salón de la Fama del Béisbol.